# نادي نيور
نادي شاموا نيور لكرة القدم (بالفرنسية: Chamois Niortais Football Club)‏ نادي كرة قدم فرنسي يلعب في دوري الدرجة الثانية. تم تأسيس النادي في سنة 1925.